# Villalba de los Llanos
Pour les articles homonymes, voir Llanos (homonymie).
Villalba de los Llanos est une commune de la province de Salamanque dans la communauté autonome de Castille-et-León en Espagne.

## Géographie

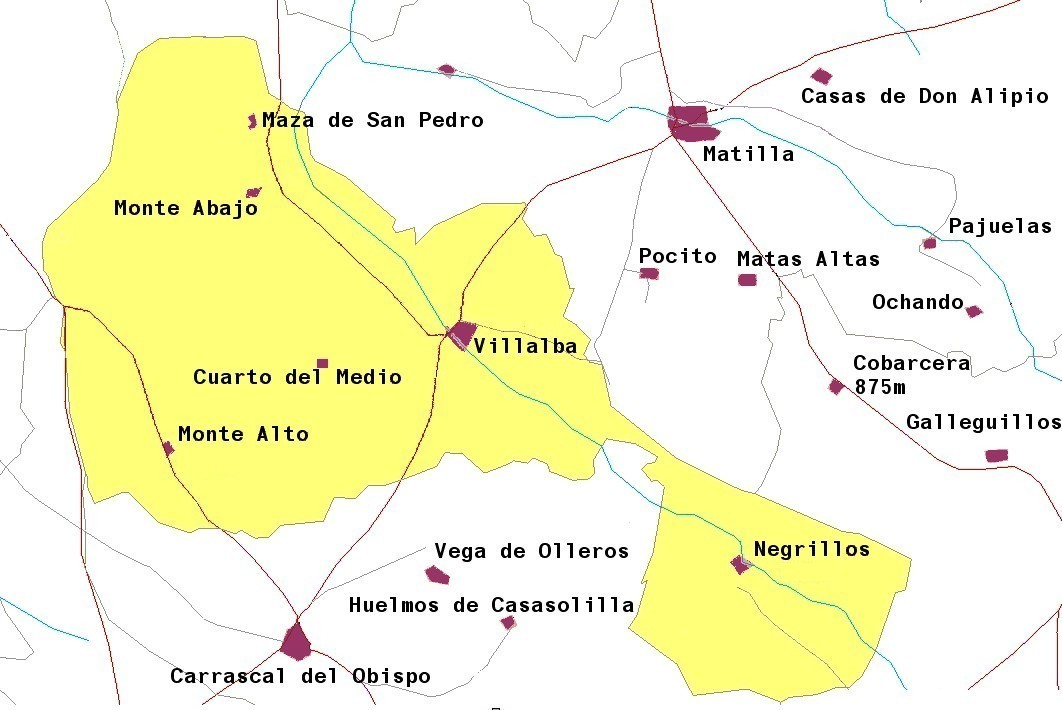
Carte de la commune de Villalba de los Llanos.